# LZ 18
Il dirigibile LZ 18 "L 2" era un dirigibile di tipo rigido, con struttura in alluminio e ricoperto in tela, ideato dal conte Ferdinand von Zeppelin e costruito in  Germania nei primi anni del 1900 per scopi militari.
Di dimensioni ragguardevoli, era lungo 158 m, con un diametro di 16,6 m. L'involucro era suddiviso in 18 celle, per un totale di 27000 m³ di idrogeno.
La gondola di pilotaggio era appesa inferiormente verso prua, mentre una piattaforma nella quale potevano trovare posto 4-5 passeggeri era appesa verso la coda.
L'equipaggio era costituito da 3 ufficiali, 4 aiutanti e 12 meccanici.
Era il più grande dirigibile Zeppelin mai costruito fino a quel momento, ma si incendiò in volo a causa dell'esplosione di un motore, in maniera analoga a quanto accadde con l'LZ 14 "L 1".

## Tecnica
La propulsione era affidata a due coppie di motori Maybach-CX da 134 kW (180 CV) ciascuno, posizionate lateralmente sul lato inferiore dell'involucro e sostenute da tralicci.
La strumentazione di bordo includeva un radiotelegrafo più potente di quello presente sull'LZ 14, ed era gestito da due operatori.
Era presente una coppia di riflettori, alimentati da una dinamo collegata ad una piccola elica.

## L'incidente
Il 17 ottobre 1913, durante uno dei primi voli di prova, un motore dello Zeppelin LZ 18 si incendiò causando l'esplosione del dirigibile in volo e l'intero equipaggio morì nell'incidente.
La spiegazione ufficiale dell'epoca fu la seguente:
La navicella era protetta sul dinanzi da un tagliavento a vetri il quale creava dietro a sé una potente rarefazione. La miscela tonante era stata allora aspirata in navicella attraverso lo sportello di comunicazione col corridoio ed era venuta a contatto con qualche favilla del motore.»
(Touring Club Italiano, Rivista mensile)

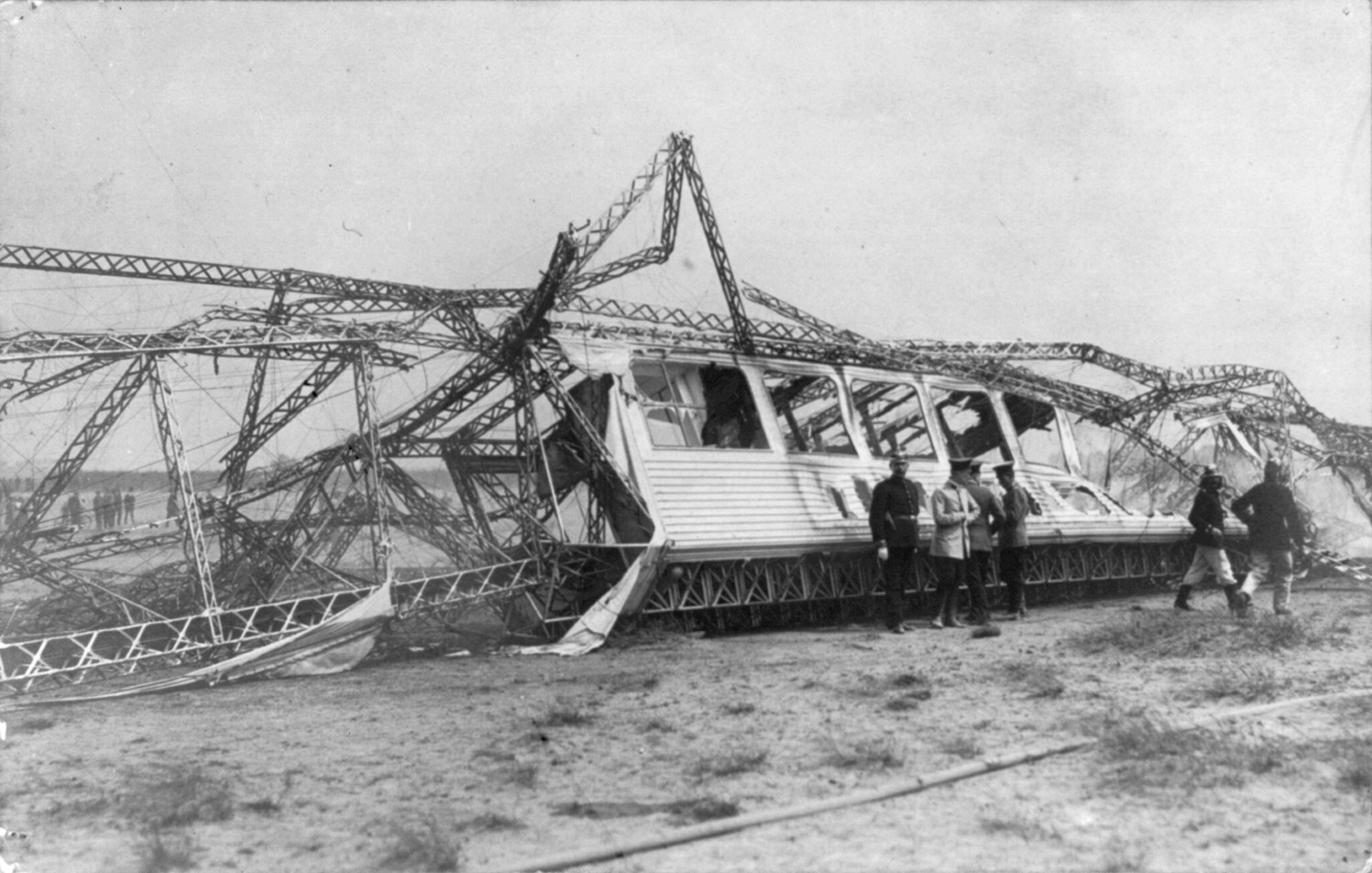
Il relitto dell' LZ 18 dopo l'esplosione.

La gondola di pilotaggio dell'LZ 18 era molto ravvicinata all'involucro per garantire una migliore aerodinamica.
Nei modelli precedenti le gondole erano piuttosto distanti dall'involucro e collegate fra loro da un corridoio esterno soprastante scoperto.
A partire da questo modello, per migliorare ulteriormente l'aerodinamica, il corridoio scoperto venne del tutto eliminato e sostituito da un passaggio interno all'involucro, al quale si accedeva attraverso una apertura quadrata presente nell'involucro di tela, salendo una scaletta d'alluminio.
Secondo alcuni esperti del tempo, questo particolare costruttivo rese più critico il rischio di esplosione ma, malgrado questo, tutti i dirigibili Zeppelin successivi adottarono la medesima soluzione.